# 교황 식스토 5세
교황 식스토 5세(라틴어: Sixtus PP. V, 이탈리아어: Papa Sisto V)는 제227대 교황(재위: 1585년 4월 24일 - 1590년 8월 27일)이다. 본명은 펠리체 페레티(이탈리아어: Felice Peretti)이다.

## 생애

### 생애 초기
펠리체 페라티는 1521년 12월 13일 교황령의 그로탐마레에서 태어났다. 그의 아버지는 피에르 젠틸레(페레토 페레티라고도 알려져 있음)이며, 어머니는 마리안나 다 프론틸로이다. 펠리체의 가정은 무척 가난한 집안이었다.
이시도로 가티에 의하면, 페레티 가문은 오늘날 이탈리아 마르케 주 피엔코에서 왔다고 한다. 어떤 기록에 의하면, 펠리체의 아버지가 인근 마을인 몬탈토에서 왔다고 하지만, 일부 크로아티아인들은 그가 크로아티아인이라고 주장하고 있다. 그들의 주장에 따르면, 페레티 가문은 본래 보카코토르스카만(오늘날의 몬테네그로)에 거주하였다가 훗날 펠리체가 태어난 고향인 이탈리아의 몬탈토로 이주하여 정착했다고 한다. 세르비아 과학 예술 아카데미에서는 그가 아드리아해 해안에 거주하는 슬라브족이었을 것이라는 견해를 내놓았다. 사바 니키체노빅의 주장에 따르면, 크루세비체 출신의 슬라브족이었다는 것이다.

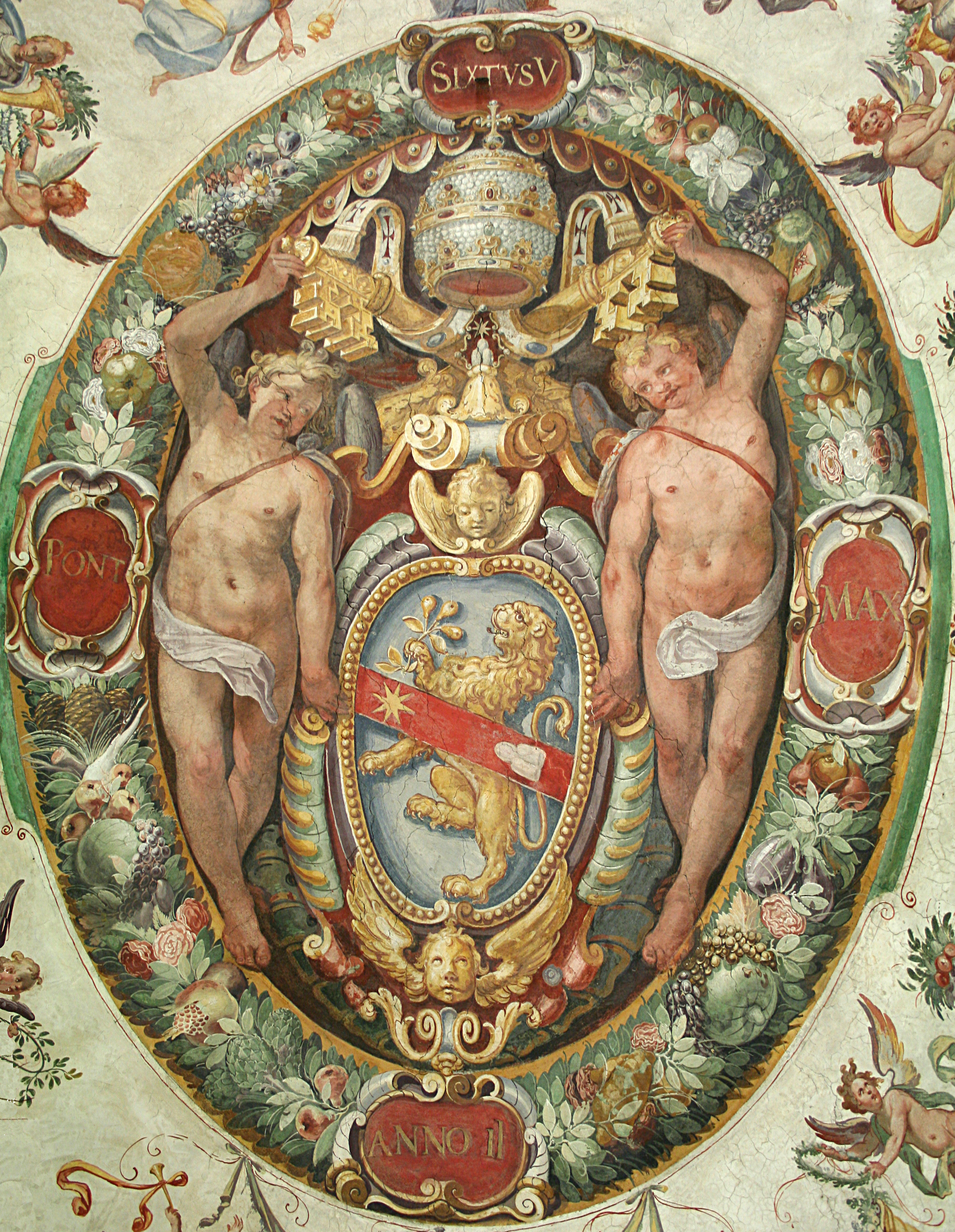
교황 식스토 5세의 문장

12세가 되던 해에 펠리체는 몬탈토델레마르체에 있는 프란치스코회 수도원에 입회하였다. 그리고 수사가 된 지 얼마 안돼 곧 그는 설교가와 변증가로서 탁월하게 두각을 드러내게 되었다. 한 전설에 따르면, 유명한 예언가 노스트라다무스가 아직 수사였던 시절의 그를 보더니 갑자기 무릎을 꿇고 그의 수도복에 입을 맞추며 경의를 표했던 이야기는 유명하다. 물론 예언대로 펠리체가 교황이 된 것은 노스트라다무스가 죽은 지 한참 지난 후의 일이었다. 1547년 펠리체는 사제 서품을 받고 페르모 대학교에서 신학 박사학위를 받았다.
1552년경 펠리체는 프란치스코회의 총장이기도 하였던 로돌포 피오 다 카르피 추기경과 지슬리에리 추기경(훗날의 교황 비오 5세), 카라파 추기경(훗날의 교황 바오로 4세) 등의 눈에 띄게 되어, 출세를 보장받게 되었다. 이단심문관의 자격으로 베네치아 공화국에 파견된 그는 현지에서 너무나 난폭하고 고압적인 태도로 일을 처리했기 때문에 분란에 휩싸이게 되었다. 1560년 베네치아 공화국 정부는 로마 교황청측에 펠리체를 소환해줄 것을 요청하였다.
펠리체는 프란치스코회 총대리로 짧은 기간 동안 재직하고나서, 1565년 우고 본콤파니 추기경(훗날의 교황 그레고리오 13세)이 이끄는 조사단에 들어가 일하게 되었다. 이 조사단은 톨레도 대교구장 바르톨로메 카란자 대주교의 이단 혐의를 조사하기 위해 스페인으로 파견되었다. 이때 펠리체와 본콤파니 추기경은 크게 대립하게 되었으며, 이후로도 두 사람의 적대적 관계는 오랫동안 이어졌다. 펠리체는 교황 비오 5세가 선출됨에 따라 서둘러 로마로 돌아갔으며, 비오 5세는 그를 프란치스코회의 총대리로 임명하였다가 1570년에는 추기경에 서임하였다.
하지만 사이가 좋지 않았던 본콤파니 추기경이 교황 그레고리오 13세(1572–1585)로 집권하면서 강제적으로 공직에서 물러나게 되었다. 은퇴한 펠리체는 빌라 몬탈토(Villa Montalto)라는 저택에서 세월을 보냈으며, 이러한 이유로 그에게는 몬탈토 추기경이라는 별명이 생겼다. 빌라 몬탈토는 도메니코 폰타나가 지은 저택으로 에스퀼리노 언덕 위에서 디오클레티아누스 욕장을 내려다보고 있다.
은퇴한 펠리체 추기경의 주요 관심사는 신학 공부였으며, 그 결실 가운데 하나가 바로 성 암브로시오의 행적을 책으로 엮어 발행한 것이다. 나중에 그는 교황이 된 후에 성 예로니모가 작업한 불가타 성경 개정판의 인쇄를 자신이 직접 감독하기도 하였다. 그는 “킹제임스 성경이 뛰어난 영문 번역 성경인 것처럼, 불가타 성경은 뛰어난 라틴어 번역 성경이다.”라고 말했다고 전해진다.

## 교황

### 교황 선출
그레고리오 13세가 선종하면서 차기 교황을 선출하기 위해 소집된 콘클라베에서 펠리체 추기경은 콘클라베 과정을 충실히 따르면서 항상 말과 행동을 주의하여 조금이라도 오해될 소지가 있는 것은 피하였다. 이러한 그의 신중함은 훗날 그가 교황으로 선출되는 데에 크게 기여하게 된다. 일각에서는 그가 콘클라베에서 다른 추기경들의 표를 얻기 위해 일부러 노쇄함을 연기했다는 이야기도 있지만, 이는 순전히 잘못된 이야기이다. 왜냐하면 다른 추기경들이 펠리체 추기경이 차기 교황으로 적합하다고 본 이유 가운데 하나가 바로 그가 신체적으로 강인했기 때문이다. 바로 이 강건함이 그가 오래고 고된 교황으로서의 재위기간을 성실하게 견디며 수행해낼 수 있을 것이라고 보았던 것이다. 그리하여 1585년 4월 24일 펠리체 추기경은 추기경 다수의 표를 얻어 새 교황으로 선출되어 즉위하였다. 그는 교황이 된 자신을 식스토 5세로 명명하였다.

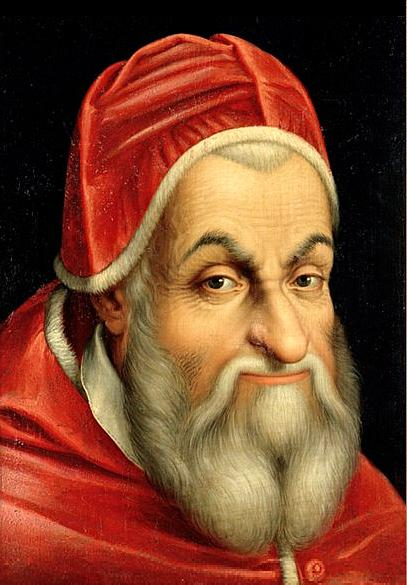
교황 식스토 5세

그레고리오 13세 사후, 혼란에 빠진 교황령의 평화와 안녕을 위해서는 즉각적이면서도 엄격한 조치가 필요하였다. 식스토 5세는 교황령에 만연한 무법천지에 대해서는 거의 무자비할 정도로 엄격하게 처리해 나갔다. 그리하여 수천 명의 도적 떼와 그들을 배후에서 지원하는 귀족들을 수천 명씩 무자비하게 숙청하였다. 식스토 5세는 이처럼 초강력 수단을 사용함으로써 단기간 내에 혼란스러웠던 정국을 대강 정리하였다. 교황령이 질서를 되찾자 그는 산적했던 다른 문제들도 차례대로 처리하기 시작했다. 식스토 5세는 그다음으로 재정 문제를 손보기 시작했다. 그는 지나치게 많은 직원들과 공관들의 수를 줄이고 백성들에게 새로운 세금을 부과함으로써 적자였던 교황청 금고에 막대한 자금을 축적하였다. 이렇게 모은 자금으로 그는 십자군 원정 준비나 교황령 방어와 같은 국방력 강화에 쏟아부었다. 식스토 5세는 나날이 늘어가는 자금에 기뻐하며 자부심을 느꼈다. 하지만 자금을 모은 방식은 재정적으로 건전하지 못하였다. 몇몇 조세는 수탈적이었음이 드러났으며, 돈을 유통하는 과정에서 너무나 많은 돈을 회수하는 것은 결과적으로 나중에 끊임없는 고통을 야기할 수밖에 없었다.
공공시설 정비를 위해서도 막대한 자금이 투입되었다. 식스토 5세는 로마를 르네상스풍 도시에서 바로크풍 도시로 바꾸기 위한 대규모 도시 계획을 추진하였다. 그는 건축가 도메니코 폰타나를 등용하여 로마의 대성당들을 서로 연결하는 도로를 구상하고, 콜로세움을 노동자들을 수용하는 비단생산공장으로 재계획하였으며, 물이 없는 언덕에 펠리체 수로교를 세우고 물을 끌어와서 27개의 새로 만든 분수에 급수하는 대규모 공사 작업을 지시하였다. 이러한 대규모 공사는 식스토 5세가 선종했을 무렵에 그 성과가 비로소 드러나게 되었다.
식스토 5세는 도시 계획에 있어서 포기를 할 줄 몰랐으며, 짧은 재위기간이었지만 빠른 시일 내에 많은 것들을 이루어냈다. 성 베드로 대성전의 돔 완공, 산 조반니 인 라테라노 대성전의 식스토 로지아 완공, 산타 마리아 마조레 대성전의 프레세페 경당 완공, 퀴리날레 궁전·라테라노 궁전·사도 궁전의 수리 및 증축, 성 베드로 광장 등에 오벨리스크 설치, 포폴로 광장 조성, 여섯 곳의 도로 개통, 로마 성벽 통합 등이 모두 식스토 5세 치세에 시작되어 이루어진 것들이다. 그밖에도 수많은 도로와 다리를 놓는 것은 물론 폰티노 습지 개간에도 노력하여 로마의 공기를 개선하였다. 또한, 식스토 5세는 38제곱킬로미터 이상 되는 땅을 개간할 것을 지시하여 그곳에서 주민들이 농업 및 제조업을 할 수 있게 만들었다. 하지만 이 계획은 식스토 5세가 선종한 후로 중단되었다.
식스토 5세에게는 고대 유물들에 대해서는 특별히 보존 의식이 없었다. 오히려 그는 고대 유물들을 자신의 기독교적 도시 계획에 쓰일 재료로 이용하고는 하였다. 트라야누스 원주와 마르쿠스 아우렐리우스 원주(당시에는 안토니누스 피우스 원주로 착각되었다)의 꼭대기에 각각 성 베드로와 성 바오로의 조각상을 올려놓았다. 카피톨리네 언덕의 미네르바 조각상은 이교적 느낌을 없애버리고 기독교적 도시 로마의 상징으로 재탄생시켰다. 셉티미우스 세베루스 시대의 건물은 건축 자재로 쓰기 위해 철거해 버렸다.

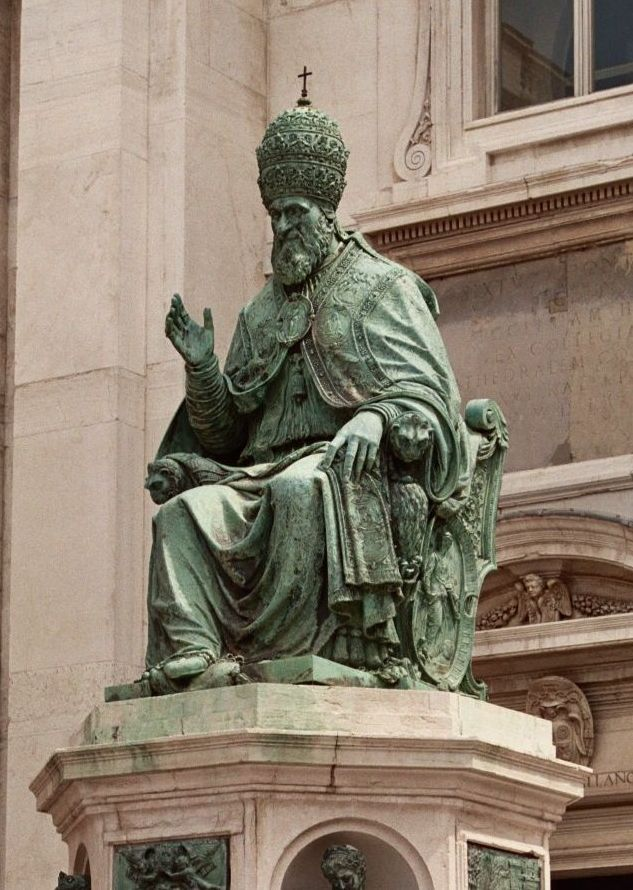
이탈리아 로레토에 있는 교황 식스토 5세의 전신상

### 교회 행정
식스토 5세는 교회 쇄신을 목표로 성직자들의 규율을 엄하게 하고, 트리엔트 공의회의 정신이 전 교회에 두루 미치게 하였다. 1585년 12월 20일 칙서를 발표하여 모든 주교가 교황청을 방문하여 자신이 사목하는 교구의 업무를 보고하게 하였다(사도좌 정기방문 참조). 식스토 5세는 추기경의 숫자를 70명으로 제한하고 그들에 관한 규정을 정하였다(Postaquam Verus). 이 규정 가운데 일부는 지금도 적용되고 있다. 1588년에는 교황청에 15개의 심의회(congregatio)를 두어 추기경이 장관이 되어 행정을 담당하게 하였다(Immensa Aeterni Deus). 이는 제2차 바티칸 공의회 이전까지 교황청 구조의 전신이 되었다. 식스토 5세는 특별히 자신이 소속되었던 프란치스코회를 편애하여 프란치스코회 출신인 성직자들과 수도자들을 대거 공직에 임명하였다. 1589년 식스토 5세는 불가타 성경의 개정판을 출판하도록 하였다. 이때 개정된 성경은 불가타 식스티나 성경(식스토판 불가타 성경)이라고도 부른다.

### 외교 관계
식스토 5세는 오스만 제국의 멸망과 이집트 정복, 그리스도의 거룩한 무덤을 이탈리아로 이장하는 것 그리고 자신의 조카를 프랑스의 왕으로 내세우고자 하는 것 등 큰 야망들을 갖고 있었다. 하지만 당시 유럽의 정치적 상황은 식스토 5세게 결코 유리한 상황이 아니었다. 프로테스탄티즘이 갈수록 확산되어 가고 있었으며, 스페인의 펠리페 2세가 지나치게 영향력을 확대해가는 것을 우려하였다.
당초에 식스토 5세는 잉글랜드의 엘리자베스 1세에게 내린 파문을 연장시키고 펠리페 2세의 무적 함대에 보조금을 보내기로 하였지만, 막상 알아보니 무적 함대가 극도로 취약하다는 점을 깨닫고는 그들이 실제로 잉글랜드 영토에 상륙하기 전까지는 어떠한 도움도 제공하지 않으려고 하였다. 덕분에 하마터면 실패한 점령 작전으로 인하여 막대한 자금을 손해볼 수 있었던 위험을 모면하게 되었다. 한편 식스토 5세는 윌리엄 알렌 추기경에게 《잉글랜드의 귀족과 평신도에게 보내는 글》의 초안을 작성하도록 지시하였는데, 만약 스페인의 무적 함대가 잉글랜드 침공에 성공했다면 이 글은 잉글랜드 전역에 널리 반포되었을 것이다.
식스토 5세는 나바르의 앙리(훗날의 프랑스의 앙리 4세)를 파문하고 가톨릭 동맹에 참여하였지만, 펠리페 2세와의 강요된 연합에 불편함을 느꼈기 때문에 어떻게 해서든지 그와의 제휴에서 벗어날 방안을 모색하였다. 그런데 마침 나바르의 앙리가 프랑스 내전에서 승리를 연이어 거두고 그가 가톨릭교회로 회심하려는 조짐이 보이자 식스토 5세는 그에게 주목하게 되었다. 한편, 펠리페 2세는 갈수록 흔들리는 가톨릭 동맹에서 자신이 주도권을 잡고자 노력하였다. 그리하여 유럽의 정치적인 균형을 원했던 식스토 5세는 앙리와 제휴하고자 그가 보낸 대리인과 협상을 시도하였는데, 앙리측은 협박성을 곁들여서 교황측에게 지나친 요구사항을 내세우며 이행을 촉구하였다. 식스토 5세는 이러한 요구를 이행하는 것을 계속 여러 가지 이유를 내세우며 질질 끌었으며, 이는 1590년 8월 27일 그가 선종할 때까지 계속되었다.

### 비토리아 아코람보니 사건
1581년 식스토 5세가 아직 추기경이었던 시절에 그의 조카 프란체스코 페레티는 매우 아름답기로 소문난 비토리아 아코람보니라는 여인과 혼인하였다. 비토리아는 아름다운 외모뿐만 아니라 교양도 있었기 때문에 많은 사람의 칭송을 받았다. 하지만 프란체스코는 곧 암살당하고 비토리아는 미망인이 되었다. 그리고 얼마 지나지 않아 비토리아는 권력이 많은 브라치아노 공작 파올로 조르다노 1세 오르시니와 재혼하였다. 그런데 그녀의 새 남편은 다름 아닌 전 남편의 암살에 개입했다고 널리 알려진 사람이었다.
세월이 흘러 식스토 5세가 교황직에 오르면서 파올로 오르시니 공작과 비토리아 아코람보니 두 사람에게 복수하기로 마음 먹었다. 이에 두려움을 느낀 공작과 비토리아는 처음에는 베네치아로 도망치다가 나중에 베네치아 공화국의 영토인 살로로 도망쳤다. 그곳에서 공작은 1585년 11월에 사망하였으며, 그의 유언에 따라 그의 모든 재산은 미망인이 된 비토리아에게 상속되었다. 한달 뒤에 파도바로 집을 옮긴 비토리아는 그곳에서 두 번째 남편의 친척인 루도비코 오르시니가 고용한 한 무리의 자격의 습격을 받아 암살되었다.

## 사후의 영향과 평가
식스토 5세가 선종했을 때, 당시 그의 정치적 지배하에 놓여있던 사람들에게는 혐오를 받았지만, 역사는 그를 가톨릭 개혁에 있어서 매우 중요한 인물로 보고 있다. 부정적인 측면에서 그를 보자면, 종종 충동적이고 고집스럽고 전제주의적이었다고 말할 수 있다. 하지만 모험적이고 실험적인 발상과 제안에 열린 마음을 가지고 있었으며, 큰 열정과 신념에 따라 자신이 맡은 바 일에 전념하여 종종 성공을 거두는 긍정적인 면모도 있었다. 식스토 5세가 교황직을 어떤 자세로 수행했는지는 종종 인용되는 “통치자는 일하다가 죽어야 한다.”는 그가 생전에 했던 말에서 능히 짐작하고도 남는다. 식스토 5세의 재위기간 동안에는 위대한 사업들과 업적들이 많이 있었다. 식스토 5세는 적게 자고 열심히 일하였다. 파탄난 재정을 물려받은 그는 남은 자금을 능숙하고 신중하게 운영하여 그가 선종했을 당시에는 교황청의 금고에 5백만 크라운이나 되는 막대한 금액을 남겨 놓았다.